# بوعز

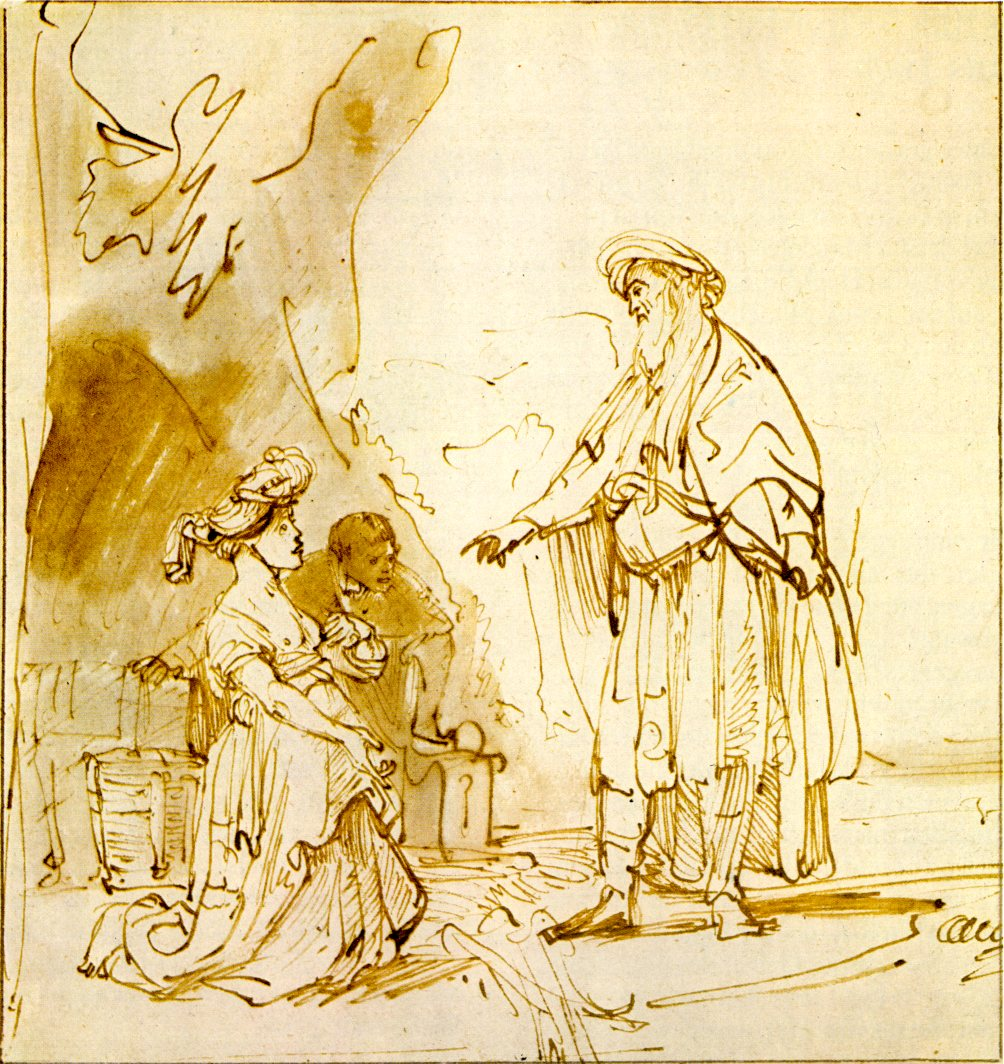

بوعز پسر شلمون و راحاب، از بستگان شوهر نعومی بود که در کتاب روت عهد عتیق، نامش به عنوان مردی ثروتمند و صاحب ملک ذکر شده‌است. بزرگ‌ترین پسر او از روت، عوبید نام دارد که جدّ داوود است. دشتی منسوب به بوعز، در نزدیکی بیت اللحم یهودیه وجود دارد.